# Двадцятип'ятитисячники

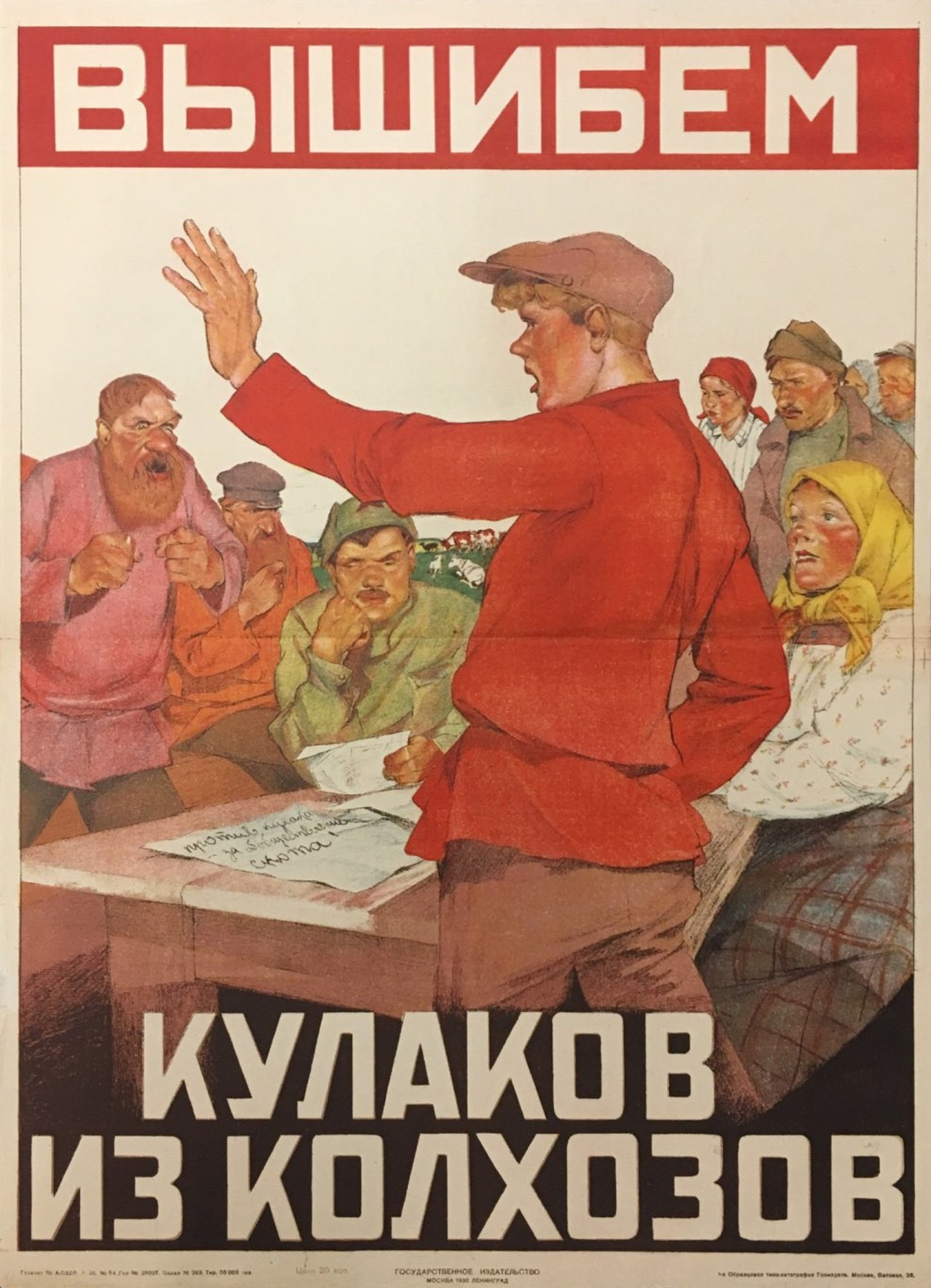
Пропагандистський плакат 1930-х років

Двадцятип'ятитисячники — робітники промислових підприємств Москви, Ленінграда (нині м. Санкт-Петербург), Харкова та інших міст СРСР, мобілізовані згідно з рішенням листопадового (1929) пленуму ЦК ВКП(б) для здійснення масової колективізації сільського господарства, розкуркулення, створення та організаційно-господарського зміцнення колгоспів.
Передбачалося направити до сіл, колгоспів, машинно-тракторних станцій, кущових об'єднань 25 тисяч робітників «з достатнім організаційно-політичним досвідом». За дорученням РНК СРСР набором двадцятип'ятитисячників займалася Всесоюзна центральна рада професійних спілок, яка мала його завершити до 15 листопада 1930 року.
На початок січня 1930-го бажання працювати в селах виявили 60 тисяч робітників, у тому числі в УСРР — 16 тис. Було відібрано й відряджено 27 519 добровольців, у тому числі з УРСР 8421 особу, а безпосередньо на село виїхало до колгоспів 6435 осіб. Решту добровольців (близько 2000 осіб) ЦК КП(б)У відрядив на роботу до Північного Кавказу, Середнього Поволжя та Казахстану. Із Росії в українські села прибули понад 1 900 робітників.
Серед двадцятип'ятитисячників комуністи становили 64 %, комсомольці, які мали виробничий стаж більше 5 років, — 10 %. Переважну більшість двадцятип'ятитисячників становили індустріальні робітники (в УРСР серед двадцятип'ятитисячників металістів було 40 %, гірників — 20 %).
Весною 1930 двадцятип'ятитисячники були в кожному третьому колгоспі, а 80 % їх входили до складу правлінь. Більшість двадцятип'ятитисячників активно впроваджували в життя курс партії на прискорену колективізацію і діяли при цьому натисково-кампанійськими методами. Лише деякі з них здобули авторитет серед колгоспників. Значна частина двадцятип'ятитисячників після нетривалої роботи в колгоспах перейшла працювати в інші господарства та організації. У зв'язку з цим 21 травня 1930 ЦК ВКП(б) директивним листом звернув увагу «колгоспно-кооперативних центрів» на те, що вони не виконували рішення партії про цільове використання двадцятип'ятитисячників як організаторів колгоспного ладу.
Діяльність двадцятип'ятитисячників, крім тих, які очолювали колгоспи, фактично завершилася наприкінці 1931, коли масова колективізація охопила 85 % селянських господарств. Більша частина двадцятип'ятитисячників працювала на машинно-тракторних станціях, а інша перейшла працювати на партійно-господарську роботу.